# Mauritius Post Office-märken

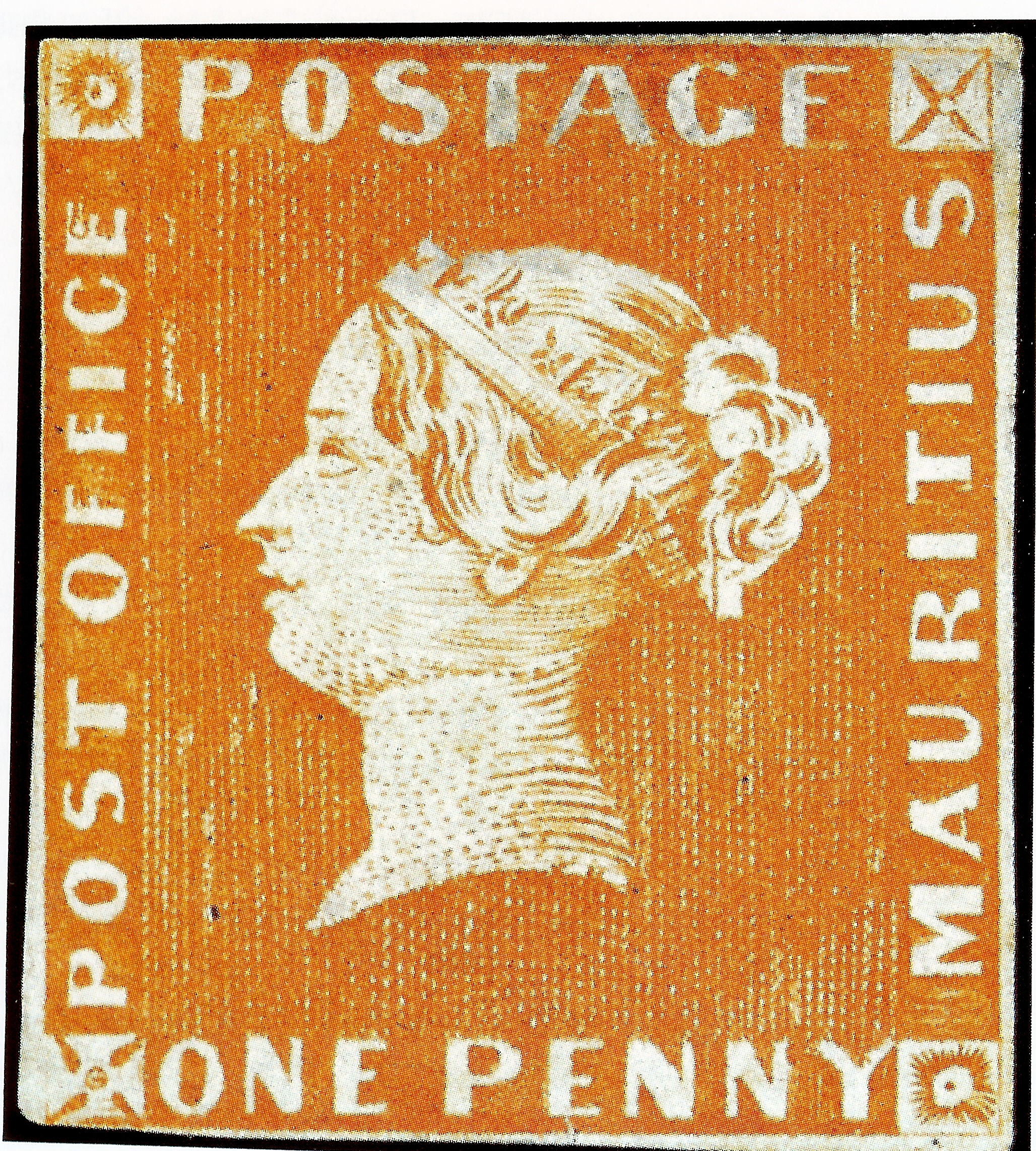
1 Penny

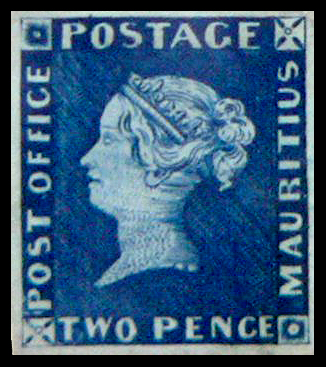
2 Pence

Mauritius Post Office-märken är en uppsättning frimärken från Mauritius som uppnått närmast legendarisk status i filatelikretsar. De utkom 1847 och är bland de mest omtalade och högst betalda i världen. Två typer trycktes, ett orange enpenny och en mörkblå tvåpence. Det lär finnas 15 exemplar kvar av enpennymärket (varav två ostämplade) och 12 av tvåpencemärket (varav fyra ostämplade).[källa behövs] Det kanske mest eftertraktade objektet i den filatelistiska världen är det så kallade Bordeauxbrevet som är frankerat med båda märkena.[källa behövs] Det innehöll en beställning från en firma på Mauritius som ville köpa 30 fat vin.
Märkena förekommer som en viktig komponent i handlingen i Frimärks-mysteriet på Loberga, den första boken om Tvillingdetektiverna som kom ut på Wahlströms förlag.

## Märkets tillkomst
År 1838 utvandrade Joseph Barnard från England som fripassagerare på skeppet Acasta med destination Mauritius. Det sägs att han lagade klockor men han etablerade sig också som gravör och hade ett litet tryckeri. Han hade ingen erfranhet av att gravera små porträtt när han fick uppgiften att gravera Mauritius' första frimärken. Något kontrakt med Barnard finns inte bevarat så man vet inte när han fick jobbet eller villkoren för att utföra det. Med hans bakgrund är det dock orimligt att han skulle kunna göra det utan mera hjälp än att bara titta på motsvarande engelska frimärke.[källa behövs]
Han lyckades relativt väl med att gravera Drottning Victorias bild på de små kopparplåtarna till "Post Office"-märkena. De fyra sidorna bär texterna "POSTAGE", "MAURITIUS", "ONE PENNY" respektive "TWO PENCE" samt "POST OFFICE". Det sista "POST OFFICE" har diskuterats livligt. Filateister har frågat sig om det egentligen skulle ha stått ’POST PAID’ och om Joseph Barnad gjorde fel av misstag, om han bara själv tyckte att det borde stå ’POST OFFICE’ eller att han fått instruktioner att skriva ’POST OFFICE’. Något som talar för att det var ett fel är att märkena året efter utkom med inskriptionen ’POST PAID’. Å andra sidan hade man långt före frimärkenas tid använt stämplar med texten ’MAURITIUS POST OFFICE’.

## Brunels artikel
Ett feltryck kan ha ett högre värde om en intressant historia kan knytas till det. Den franske frimärkshandlaren Theodore Champion som hade köpt ett "Post office"-märke för en rekordsumma strax efter första världskriget tog kontakt med Dr Georges Brunel, som tidigare skrivit artiklar om frimärken. Champion frågade om han också kunde skriva en artikel om Mauritiusmärkena. Artikeln som publicerades byggde både på tidigare kända fakta samt annan icke verifierbar information och gjorde bra reklam för märkena. 
Enligt Brunel så fick Barnard bara en muntlig instruktion om hur frimärket skulle se ut. Han visste att det skulle föreställa drottning Victoria och texterna på tre av sidorna var han säker på. Men när det rörde sig om den fjärde sidans text var han mer osäker. Han hade enligt Barnard för sig att det började med ‘POST’ men för säkerhets skull tänkte han fråga postmästaren. När han närmade sig postkontoret såg han skylten ‘Post Office’ och vände lättad tillbaka för att han nu inte behövde erkänna att han höll på att glömma vad som skulle stå på den sista sidan. Nöjd med det graverade resultatet tryckte han några hundra exemplar av det rödoranga enpennymärket och av det blå tvåpencemärket.